# مشویدوبائوری
مشویدوباوری (گرجی: მშვიდობაური) یک روستا در شهرداری ازورگتی ناحیه گوریا در غرب گرجستان است.